# 牛田 (広島市)
牛田（うした）は、広島市東区に位置する地区である。ここでは「牛田」を町名に冠する同区内の地区の総称として用いる。広島市中心部への近接性に恵まれ、住宅地としての性格が強い。当地域の人口は29,708人。

## 地理
- 広島県を流れる太田川が下流域で太田川放水路・旧太田川（本川、ほんかわ）・京橋川に分岐する地点から河口部近くに位置している。地形的には牛田山頂から西に延びる丘陵（新山（にいやま）など）によって大まかに二分され、北が牛田新町の3・4丁目地区（かつての「新山村」）、南は上記の丘陵と二葉山に挟まれる谷間から京橋川沿岸へと下っていく低地部で、かつての牛田村の中心地である。

### 住居表示と各町の地誌
- 牛田新町（うしたしんまち） - 町の北部（3・4丁目）は明治になって牛田村に編入された「新山村」にほぼ相当する（バス停の名前として残っている「天水」（あまず）は新山村以来の地名で、清水がわき出していたことに由来する）。南半分（1・2丁目）は、敗戦以前は水道施設（現在の牛田浄水場）および軍施設（工兵第5連隊作業場 / 現在の国家公務員アパート付近）が大半を占めており、白島地区とを結ぶ「工兵橋」はその時期の名残である。町名には「新たに編入された町」という意味が込められていると思われる。牛田地区が「広島市牛田町」として一つの町にまとめられていた時期の小地区名の一つであった。
- 牛田山（うしたやま） - 戸坂地区・中山地区と牛田地区を隔てる牛田山の南麓地域であり、大半は緑地である。
- 牛田旭（うしたあさひ） - 牛田地区が「広島市牛田町」として一つの町にまとめられていた時期の小地区名「牛田旭」に由来する。牛田旭二丁目、早稲田神社西側の牛田山斜面は字を「御茶屋地」と呼ばれた。
- 牛田早稲田（うしたわせだ） - 町名は、町内に所在するかつての牛田村鎮守社「早稲田八幡神社」に由来する。また牛田地区が「広島市牛田町」として一つの町にまとめられていた時期の小地区名の一つであった。牛田早稲田3丁目・4丁目は「早稲田団地」と呼ばれ公務員官舎が数多く建設されたが、2014年（平成26年頃）から再開発が進んでいる。
- 牛田本町（うしたほんまち） - 町名は京橋川に面する牛田地区の中心地（旧牛田村の役場所在地）であることに由来するものと思われる。また「広島市牛田町」として一つの町にまとめられていた時期の小地区名の一つであった。
- 牛田東（うしたひがし） - 昭和初期に「御代の台住宅地」と謳われた桜が丘（2丁目）をはじめ、東園団地（3丁目）、松風園団地（4丁目）などの造成団地がある。
- 牛田中（うしたなか）
- 牛田南（うしたみなみ）- 牛田地区が「広島市牛田町」として一つの町にまとめられていた時期の小地区名の一つ「牛田南町」に由来する。

### 隣接している地区
- 北側…牛田山を隔てて戸坂（へさか）
- 南側…二葉山を隔てて山根町・光が丘、二葉の里
- 西側…太田川を挟んで西区大芝・安佐南区祇園、また京橋川を挟んで中区白島
- 東側…牛田山を隔てて中山

## 地名
地名の由来は、古来この地が公卿大人の所領地で「大人田」（うした）と呼ばれたことにちなむとの説（芸藩通志）、斥鹵（せきろ / アルカリ土壌の荒れ地）が開拓されたことから「潮田」（うしおだ）と呼ばれたとの説、あるいは牛牧の地などの説がある。

## 歴史

### 中世
- 1503年（文亀3年） - 武田元繁が牛田新山に神田八幡宮を、8年後に早稲田八幡宮を勧進。
- 1541年（天文10年） - 毛利隆元、佐東郡大牛田・小牛田を大内氏から預けられる。
- 1595年（文禄4年） - 毛利輝元、己斐・牛田など広島周辺の諸村を公領として代官を設置。

### 近世
- 1663年（寛文3年） - 新山に「日新館」が開荘。
- 1664年（寛文4年） - 神田橋が架かる。

### 安芸郡牛田村から広島市牛田へ
- 1878年（明治11年） - 郡区町村編制法による安芸郡牛田村、安芸郡新山村が新発足。
- 1882年（明治15年） - 隣村の新山村を吸収合併。
- 1887年（明治20年） - 現在の牛田旭二丁目に呉警察署海田市牛田分署を設置。
- 1889年（明治22年） - 町村制発足にともない、現在の牛田地区にほぼ相当する領域に安芸郡牛田村が発足。
- 1898年（明治38年） - 牛田水源地造成。
- 1926年（大正15年） - 神田橋が鉄筋コンクリート橋に架け換えられる。同年9月12日、牛田山の土石流が発生。
- 1929年（昭和4年） - 全国的な町村合併の動きを受け、牛田村を含む広島市周辺の7町村は広島市に編入合併した。これにより旧牛田村域はそのまま「広島市牛田町」に変更されたが、同町はきわめて広範囲であるため平地部を中心に牛田南区・早稲田区・牛田旭区・丹土区・神田区・牛田本町・牛田新町など下位の小地名（正式の町名ではない）に慣行的に分けられていた。

### 戦後から現在まで
- 1947年（昭和22年）4月27日 - 空中写真撮影。
  - 戦時中のアカマツ伐採、松根油の採取、開墾などにより南西側斜面一帯の植生がほとんど失われており、特に後の牛田中学校付近は完全なはげ山と化していた[2]。
- 1970年（昭和45年） - 町名変更により、上記の牛田町は大部分が牛田南・牛田東・牛田早稲田・牛田旭・牛田新町・牛田山・牛田中・牛田本町に分割された。
- 1974年（昭和49年） - 残りの町域が戸坂地区（戸坂くるめ木）に編入され、町名としての「牛田町」は消滅した。これらの各町は1980年に広島市が政令指定都市に移行した際東区に属した。
- 1978年（昭和53年） - 第1回「牛田親子マラソン大会」が太田川河畔で開催された。
- 1986年（昭和61年） - 同年5月10日より一部地区で公共下水道使用開始[3]。
- 1994年（平成6年） - 牛田総合公園開園、第１回「牛田ほおずき祭り」開催。

## 教育
小学校3学区、中学校2学区、高等学校1校および大学2校の集まる文教地区である。牛田小学校の過密状態は慢性化しており、牛田南・二葉山地区への新小学校（仮称：第四小学校）建設計画は幾度か浮上し、広島市の予算上にも編成されたことがあるが、市民団体の反対運動のため今日まで実現に至っていない。

### 幼稚園・こども園
- あやめ幼稚園（牛田中2丁目） - 1950年（昭和25年）開園[4]。
- 認定こども園牛田新町光明保育園（牛田新町3丁目）- 2011年（平成23年）4月1日開園[5]。
- 認定こども園広島光明学園（牛田本町5丁目） - 1933年（昭和8年）に前身の「光明寺付属三立山保育園」開園。1969年（昭和44年）に現在地に移転。
- 比治山大学短期大学部付属幼稚園（牛田新町4丁目） - 1968年（昭和43年）開園。
- 広島女学院ゲーンズ幼稚園（牛田東4丁目） - 1962年（昭和37年）開園。1993年（平成5年）に現在地に移転。

### 小学校
- 広島市立牛田小学校（牛田旭1丁目） - 1874年（明治7年）9月30日「賛成舎」として設立された地区内最古の小学校。1947年（昭和22年）、現校名に改称
- 広島市立早稲田小学校（牛田早稲田4丁目） - 1980年（昭和55年）4月7日に開校、牛田地区の都市化に伴う牛田小学校の過密化解消が期待された[6]。
- 広島市立牛田新町小学校（牛田新町1丁目）- 1969年（昭和44年）4月に開校。

### 中学校
- 広島市立牛田中学校（牛田新町1丁目）
- 広島市立早稲田中学校（牛田早稲田4丁目） - 1995年（平成7年）4月1日に牛田中学校から分離開校。正式校名決定前は「牛田第二中学校」の仮称であった。

### 高等学校
- 広島市立広島商業高等学校（市商 / 牛田新町1丁目）

### 大学・短大
- 広島女学院大学（牛田東4丁目）
- 比治山大学・同短期大学部（牛田新町4丁目）

## 産業
戦後ベッドタウンや文教地区として発展してきたため、産業の集積はあまりない。

### 牛田地区に本社を置く企業
- 河崎組（牛田新町2丁目）
- 讃岐屋（牛田中1丁目）
- 中国タクシー（牛田新町3丁目）
- つばめ交通（牛田本町4丁目）
- 西本ハウス（牛田新町4丁目）
- 広島ガス北部販売（牛田新町4丁目）
- 広島情報シンフォニー（牛田新町2丁目）

## 交通
牛田は地区内を通る公共交通機関がバスしか存在しない状況が長く続いていたが、1994年（平成6年）になって新交通システム・アストラムラインが開通、地域内に初めての鉄道駅として牛田駅および不動院前駅が開業した。不動院前駅に接続するバス停留所「不動院」は高速バスの停留所にもなっている。

### 鉄道
- アストラムライン
  - 牛田駅（牛田新町1丁目）
  - 不動院前駅（牛田新町2丁目）
  - （本通・新白島方面） - 牛田駅 - 不動院前駅 - （中筋・大町・広域公園前方面）
- 広島電鉄白島線の牛田延伸が検討されたことがあった。

### バス
路線バスは広電バス・広島交通・中国JRバス の3社が運行されている。不動院バス停に停車する高速バスについては不動院前駅#高速バスを参照。
- 5号線（広電バス）
  - 牛田早稲田団地 - （牛田早稲田3丁目） - 早稲田団地郵便局前 - 女学院大学前 - 牛田東2丁目 - 牛田東1丁目 - 牛田南 - 牛田本町1丁目 - 牛田本町 - 牛田大橋 - （饒津・広島駅新幹線口方面）
- 6号線（広電バス）
  - 牛田早稲田団地 - （牛田早稲田3丁目） - 早稲田団地郵便局前 - 女学院大学前 - 牛田東2丁目 - 牛田東1丁目 - 牛田南 - 牛田本町1丁目 - 牛田本町 - （牛田橋） - 牛田大橋 - （白島町・八丁堀方面）
- 12号線（広電バス）
  - （東浄小学校・千足方面） - 牛田新町四丁目 - 不動院 - 牛田新町二丁目 - 牛田新町一丁目 - 東区スポーツセンター入口 - 東区スポーツセンター前 - 牛田本町6丁目 - 牛田本町 - 牛田大橋 - （白島町・八丁堀方面）
    - 12-3（平日の3往復のみ桜ヶ丘を経由） （東浄小学校・桜ヶ丘方面） - 牛田新町四丁目 - 不動院 - 牛田新町二丁目 - 牛田新町一丁目 - （新白島駅・本通り・市役所前方面）
- 30,32号（深川線 広島交通 / 雲芸南線 中国JRバス）
  - 30号線 （高陽・矢口・千足方面） - 牛田新町四丁目 - 不動院 - 牛田新町二丁目 - 牛田新町一丁目 - 東区スポーツセンター入口 - （新白島駅・広島バスセンター方面）
  - 32号線 （高陽・矢口・千足方面） - 牛田新町四丁目 - 不動院 - 牛田新町二丁目 - 牛田新町一丁目 - 東区スポーツセンター入口 - 工兵橋 - 牛田大橋 - （にぎつ・広島駅南口方面）

### 道路

#### 幹線道路
- 祇園新道（祇園バイパス） - 国道54号バイパス。南は新こうへい橋から北は祇園新橋までをアストラムラインとともに縦走している。

#### 道路愛称
- 広島ビッグウェーブ通り
- 牛田大橋通り
- ほおずき通り
- 二又川通り
- 京橋川通り
- いちょう小径
- 工兵橋通り
- 見立山通り
- 神田橋通り
- 縄文通り
- 天神通り
- 牛田公園通り

以下早稲田地区のもの
- なかよし坂
- ゆとり坂
- わせだいろは坂
- くの字坂
- さくら坂
- 松風坂
- わせだっ子通り
- 想い坂
- 神社通り
- 第二公園通り

### 橋梁
- 祇園新橋 - 1988年（昭和63年）3月23日完成。祇園側に短時間で行けるようになった。
- 大芝橋（大芝水門） - 1965年（昭和40年）完成。
- 新こうへい橋 - 1973年（昭和48年）完成。架橋により神田川（京橋川）土手の慢性的なラッシュが解消された。1991年（平成3年）にアストラムライン建設のため再架橋。
- 工兵橋 - 本川と京橋川の分岐点より京橋川側のやや下流に位置する市内唯一の吊り橋。1889年（明治22年）、対岸の白島町北端に駐屯する陸軍工兵第5連隊が、牛田村内の作業所との連絡のため架設した。現在の橋は戦後架け替えられたものである。
- 牛田大橋 - 1965年（昭和40年）5月10日完成。老朽化、交流量増加の進んでいた神田橋の代替ルートとして役立っている。
- 神田橋 - 1664年（寛文4年）に初めて築造され、地区内で現存する橋の中では最古の歴史をもつ。広島城下では唯一街道筋（西国街道・雲石街道）以外に架けられた橋であった。牛田本町と京橋川対岸の白島地区とを結ぶ位置にある。
- 二又橋
- 櫻橋
- 第二櫻橋

## 施設

### 博物館
- 広島市水道資料館（牛田新町1丁目） - 後述の牛田浄水場（旧・広島水源地）の施設のうち、旧送水ポンプ室を転用し1985年（昭和60年）7月に開館した。かつての量水室はビデオルームとなっている。
- 早稲田神社郷土資料館(早稲田神社境内)  -弥生文化時代墳墓で発掘されたものを中心に展示。見学には予約が必要。

### 公共施設
- 広島市水道局牛田浄水場（牛田新町1丁目） - 100年以上の歴史を持つ急速濾過方式の浄水場で、旧称は「広島水源地」。1896年（明治29年）、明治天皇の勅令により建設が開始された広島市上水道は、当初この水源地と宇品を結ぶ軍用水道であったが、1899年（明治22年）8月25日には市民用の接続水道とあわせて給水を開始した。第二次世界大戦後、牛田浄水場と改称され現在に至る。現在の給水能力は1日11万立方メートルで、浄水場内の牛田配水池と南区の黄金山配水池に送水し、市内の東部地域および安芸郡府中町・坂町へ給水している。
- 広島市総合屋内プール（ひろしんビッグウェーブ）・マエダハウジング東区スポーツセンター（同上） - かつての牛田浄水場の敷地の一部を転用して建設された運動施設。総合公園にある「バラ園」は、グリーンフェスタ'97開幕に合わせ1997年（平成9年）9月に開園。
- 牛田公民館（牛田新町1丁目）
- 早稲田公民館（牛田東4丁目）

### 公園
- 牛田総合公園（牛田新町1丁目） - 旧牛田浄水場の敷地の一部を転用して作られた市民公園。
- 新牛田公園（牛田新町1丁目）
- 牛田緑地（牛田山）- ハイキングコース「牛田山縦走路」が整備されている。
- 牛田公園(牛田中2丁目)-牛田学区の住宅街の中央部に位置する。
- 牛田本町第一公園(牛田本町１丁目)
- 牛田本町第二公園(牛田本町5丁目)
- 牛田旭第一公園(牛田旭2丁目)
- 牛田東第一公園(牛田東1丁目)
- 牛田東第二公園(牛田東1丁目)
- 牛田東第三公園(牛田東4丁目)
- 牛田東第四公園(牛田東1丁目)-別称:清水公園
- 牛田早稲田第一公園(牛田早稲田4丁目)
- 牛田早稲田第二公園(牛田東2丁目)
- 牛田早稲田第三公園(牛田早稲田3丁目)
- 牛田早稲田第四公園(牛田早稲田4丁目)
- 牛田早稲田第五公園(牛田早稲田4丁目)
- 牛田早稲田第六公園(牛田早稲田4丁目)
- 牛田早稲田第七公園(牛田早稲田3丁目)
- 牛田早稲田第八公園(牛田早稲田3丁目)
- ちびっこひろば(牛田早稲田2丁目)
- 牛田新町第一公園(牛田新町3丁目)
- 牛田新町第二公園(牛田新町4丁目)
- 牛田新町第三公園(牛田新町3丁目)
- 牛田新町第四公園(牛田新町1丁目)
- 二葉山緑地(牛田南など)
- 太田川緑地(牛田新町など)

### 郵便局・銀行・金融機関

#### 郵便局
- 広島牛田郵便局（牛田本町3丁目） - 1932年（昭和7年）開局。牛田町に郵便局を作るため、1930年（昭和5年）9月19日の総代集会で逓信局に交渉することが発議された。
- 広島牛田本町五郵便局（牛田本町５丁目） - 1985年（昭和60年）10月15日開局[10]。
- 広島牛田早稲田郵便局（牛田早稲田1丁目） - 1964年（昭和39年）開局。
- 広島牛田早稲田団地郵便局（牛田東4丁目） - 1993年（平成5年）開局。
- 広島牛田新町郵便局（牛田新町3丁目） - 1968年（昭和43年）開局。1994年（平成6年）11月4日に現在の社屋にリニューアルされた。

#### 銀行・信用金庫
- 広島銀行牛田支店（牛田旭2丁目）
- 広島市農業協同組合牛田支店（牛田旭2丁目）
- 広島信用金庫牛田支店（牛田中1丁目）
- もみじ銀行牛田支店（牛田本町4丁目）

### 商業施設

#### スーパーマーケット
- ピュア―クック牛田店(牛田新町3丁目)
- フレスタ牛田本町店(牛田本町６丁目)
- ショージ牛田店(牛田東2丁目)
- マルシェ―牛田店(牛田本町2丁目)－2021年春にディスカウントスーパーalzoに転換。[11]
- マックスバリュ牛田店(牛田旭2丁目) - 商業ビル「サンベルモ」 内。

#### 保養施設
- 神田山荘クアハウス(牛田新町1丁目) - 被爆者の療養研究施設であったが、1995年（平成7年）に温泉が掘削されたのを契機に、1998年（平成10年）新たに増改築して健康増進施設として開館。[12][13]

## 名所・旧跡・祭り・行事

### 名所・旧跡
- 安国寺不動院（あんこくじふどういん）（牛田新町3丁目） - 真言宗。前身である「安芸国安国寺」は遅くとも平安時代までには建立されていたといわれる。16世紀後半に安国寺恵瓊により再建され、その際、1540年（天文9年）に大内義隆によって山口に建立された金堂が移築されたと伝えられる。原爆被災に際しては爆心地から遠隔にあったため大きな被害を免れ、前記の金堂は広島市唯一の国宝、楼門と鐘楼は国指定の重要文化財となっている。
- 安楽寺（牛田本町1丁目） - 真宗本願寺派。1533年（天文2年）、安芸国守護・武田氏の家臣である豊島氏が開いた「真宗道場」を起源とする。境内には銀杏の大木がある。
- 早稲田神社（牛田早稲田2丁目） - 旧称「早稲田八幡宮」。1511年（永正8年）の勧請と伝えられ、神田八幡宮（現在の神田神社で明治期に宇品に移転）と並ぶ牛田村の鎮守社であった。町名（牛田早稲田）の由来となっている。神社の鎮座する早稲田山の東斜面で発見された弥生時代の土壙墓遺跡（早稲田山遺跡）は、県指定史跡となっている[14]。
- 自在坂神社（牛田新町3丁目） - 1339年（暦応2年）に安国寺の守護神として建立。当初は不動院入口付近の小山にあったが、国道54号線（祇園新道）拡張工事に伴い、1984年（昭和59年）に現在地に移設された。
- 塚部の石灯籠（つかなべのいしどうろう）（牛田旭2丁目） - 1848年（弘化5年）に早稲田神社の氏子が神社の参道に据えて、牛田の五穀豊穣、家内安全を祈って奉献したものといわれる[15]。台座および周辺の石には盃状穴と推定される十カ所の穴がある。現在は商業ビル「サンベルモ」が隣接。
- 日通寺（観音堂 / 牛田新町1丁目） - 日蓮宗。広島藩主・浅野家の菩提寺で、裏の新山には歴代藩主の墓がある（私有地につき立入できない）。もともと浅野家は日蓮宗を奉じていたが、それまで藩主の菩提寺であった尾長村（現・東区山根町）の國前寺が不受不施派禁圧により寺領を没収されたことをきっかけに天台宗に改宗、賀茂郡国近村から同宗の寺院を移転し菩提寺とした。
- 辺坂入道道海の墓（牛田山）
- ピカドンたけやぶ（牛田旭2丁目）‐広島市に原爆が投下された際、多くの市民が逃げ込んだといわれる。「ピカドンたけやぶ　原爆生き証人」などとかかれた石碑がたつ。はらみちおにより、「ピカドンたけやぶ」として絵本になった。[16]
- 牛田原爆死没者慰霊之碑（牛田公園/牛田中2丁目）‐牛田供養塔とも。1950年に建立。毎年8月5日、牛田地区の三つの学区社会福祉協議会による追悼式典が行われる。[17]
- 区画整理完成記念碑（牛田公園/牛田中2丁目）
- 牛田小学校跡記念碑（牛田本町5丁目）
- 見立山記念塔（牛田旭2丁目）

### 祭り・行事
- ほおずき祭り - 1994年（平成6年）7月に、同年10月広島開催となるアジア競技大会のプレイベントとして始まる。牛田商店街振興組合主催。毎年7月の二晩、ほおずき通りで開催され家族連れで賑わう[18]。2020年と2021年は新型コロナウイルス感染拡大により中止。
- 牛田親子マラソン大会 - 1977年（昭和52年）に光明学園で始まり、2019年（令和元年）現在まで続いている。
- 牛田かうちゃんまつり-広島市立牛田小学校のグラウンドで行われる。[19]
- ふるさとまつり-毎年牛田公民館やひろしんビッグウェーブ周辺で行われる。屋台が出店される他スポーツなどの体験もできる。[20]
- 牛田亥の子祭り[21]
- 牛田早稲田神社秋祭り[21]
- 牛田グランドゴルフ大会[21]

## 地域活動
地域紙に1980年6月1日創刊の「牛田ニュース」がある。
町内の商店など加盟するほおずきスタンプ会という集まりがあり、加盟店は100円の買い物ごとに「ほおずきスタンプ」というシールを買い物客に配布している。加盟店で入手できる専用の台紙いっぱいにほおずきスタンプがたまると500円の買い物ができる。これは、町内どこの銀行でも預金することができる。加盟店は20ほど。また、地域通貨に「かうちゃん券」があり30店ほどで使える。なお、かうちゃんとは牛を模した牛田地区のキャラクターである。牛田ニュースではかうちゃんが主人公の4コマ漫画「USHITAのかうちゃん」が連載されている。
学童サッカーチームの「広島・牛田サッカークラブ」や学童ソフトボールチーム「牛田学区子ども会ソフトボール」などの牛田を拠点に活動するスポーツクラブもいくつか存在する。

## 出身人物・ゆかりのある人物

### 政治家
- 松井一實（第36代広島市長）

### 官僚
- 高橋琢也 - 東京医科大学の創立者。沖縄県知事。

### 法曹
- 弘中惇一郎 - 弁護士。

### 学術
- 山本祥吉 - 調味学者。

### 芸能
- 宇治原史規（お笑いコンビロザン） - 大阪府四條畷市出身。4歳の時牛田に転居。
- 島田洋七
- 樫野有香（Perfume）

### スポーツ
- ジミー堀尾（野球:元巨人、阪急選手）
- 岩本貴裕（野球:広島東洋カープ選手）
- 松下建太（野球:元埼玉西武ライオンズ選手）
- 田村祐基（元サッカー選手）
- 町田樹（元フィギュアスケート選手）

### 実業家
- 横山好太郎 - 1874年（明治7年）新山村（牛田新町）出身。広島のレンガ建築に功績。

### その他
- 横田めぐみ - 北朝鮮による拉致被害者[25]。
- 横田滋 - 横田めぐみの父。元北朝鮮による拉致被害者家族連絡会代表。
- 横田早紀江 - 横田めぐみの母。

## その他

### 郵便番号
- 牛田旭:732-0067
- 牛田新町:732-0068
- 牛田中:732-0065
- 牛田東:732-0063
- 牛田本町:732-0066
- 牛田南:732-0064
- 牛田山:732-0061
- 牛田早稲田:732-0062

（いずれも広島中央郵便局管区）。

## 関連事項
- 広島市町名・地区一覧 - 東区 (広島市)